# Josef Neckermann
Josef Neckermann   (Würzburg, 5 de juny de 1912 - Dreieich, 13 de gener de 1992) fou un genet alemany, guanyador de sis medalles olímpiques.

## Biografia
Va néixer el 5 de juny de 1912 a la ciutat de Würzburg, població situada a l'actual estat de Baviera, que en aquells moments formava part de l'Imperi Alemany i que avui en dia forma part d'Alemanya. És el pare de la genet i medallista olímpica candenca Eva-Maria Pracht i avi de la també genet Martina Pracht.
Durant la Segona Guerra Mundial es va veure beneficiat pel règim nazi, aconseguint crear l'any 1938 la companyia Neckermann AG, basada en bona part en companyies jueves represaliades pel règim nazi. El seu grup comercial finalment va ser absorbit pel grup Karstadt l'any 1977.
Va morir el 13 de gener de 1992 a la seva residència de Dreieich, població situada a l'actual estat de Hessen, a conseqüència d'un càncer de pulmó.

## Carrera esportiva
Especialista en doma clàssica, va participar als 48 anys en els Jocs Olímpics d'Estiu de 1960 realitzats a Roma (Itàlia), on va aconseguir guanyar la medalla de bronze en la prova individual de doma en representació de l'Equip Unificat alemany. En els Jocs Olímpics d'Estiu de 1964 realitzats a Tòquio (Japó) aconseguí guanyar la medalla d'or en la prova per equips i en la prova individual finalitzà cinquè, aconseguint així un diploma olímpic.
En els Jocs Olímpics d'Estiu de 1968 celebrats a Ciutat de Mèxic (Mèxic), i sota representació de l'Alemanya Occidental (RFA), aconseguí revalidar el seu títol en la prova per equips i guanyà la medalla de plata en la prova individual. Finalment en els Jocs Olímpics d'Estiu de 1972 realitzats a Múnic (Alemanya Occidental), i amb 60 anys, aconseguí guanyar la medalla de plata en la prova per equips i la medalla de bronze en la prova individual.
Al llarg de la seva carrera ha guanyat dues medalles en el Campionat del Món de doma clàssica, ambdues d'or.